# Marita Vollborn
Marita Vollborn (* 1965 in Erfurt) ist eine deutsche Journalistin, Rundfunk- und Buchautorin.

## Leben
Vollborn studierte Agronomie an der Humboldt-Universität zu Berlin und Journalistik an der Hochschule für Musik, Theater und Medien Hannover und war als Lebensmitteltechnologin tätig.
Vollborn ist seit 1992 freie Wissenschafts- und Wirtschaftsjournalistin. Neben Beiträgen für die Frankfurter Rundschau und bild der wissenschaft ist sie seit 1996 Focus-Autorin und leitete redaktionell seit 2001 das Biotech-Webzine LifeGen.de bis zu dessen Einstellung. Marita Vollborn war Spiegel-Online-Autorin seit 2004 und Autorin im Deutschlandradio seit 2012.

## Bücher
Zusammen mit Vlad Georgescu:
- Nanobiotechnologie als Wirtschaftskraft – Neue Märkte, neue Produkte, neue Chancen. Campus, 2002. ISBN 978-3593369266
- Die Gesundheitsmafia – Wie wir als Patienten betrogen werden. Fischer, 2006. ISBN 978-3596165773
- Konsumkids – Wie Marken unseren Kindern den Kopf verdrehen. Fischer, 2006. ISBN 978-3100278173
- Brennpunkt Deutschland – Warum unser Land vor einer Zeit der Revolten steht. Lübbe, 2007. ISBN 978-3785722824
- Prima Klima – Wie sich das Leben in Deutschland ändert. Lübbe, 2008. ISBN 978-3785723197
- Die Joghurt-Lüge – Die unappetitlichen Geschäfte der Lebensmittelindustrie. Bastei, 2008. ISBN 978-3404606061
- Worst Case – Unser ganz erstaunliches Comeback nach Jobverlust und Sozialabstieg. Hanser, 2009. ISBN 978-3446419537
- Die Viren-Lüge – Wie die Pharmaindustrie mit unseren Ängsten Milliarden verdient. Hanser, 2011. ISBN 978-3446426351
- Food-Mafia – Wehren Sie sich gegen die skrupellosen Methoden der Lebensmittelindustrie. Campus, 2014. ISBN 978-3593501222
- Ich bin so frei – Willkommen im Lügenland. Books on Demand, 2016. ISBN 978-3741255502